# ジェッターマルス
『ジェッターマルス』は、1977年（昭和52年）2月3日から9月15日までフジテレビにて放送されたロボットアニメ。全27話。

## 概要
本作は手塚治虫のテレビアニメ第1作の『鉄腕アトム』の続編として企画された。初期の企画『マイティ・マルス』では、第1作の最終回で死んだアトムに代わり、新たに製作されたロボットのアトム二世のマルスが活躍するというものだったが、アトムの要素と設定を取り入れつつも『鉄腕アトム』とは世界を異にする新しい作品として制作された。
アニメ第1作終了後、『鉄腕アトム』のリメイクがなかなか出来なかったのは、明治製菓がずっと『鉄腕アトム』の菓子の権利を保持しているスポンサー問題などの諸事情があったためと後に手塚治虫は説明している。
本作は東映動画の制作だが、『鉄腕アトム』のリメイクだからということで、テレビアニメ第1作の『鉄腕アトム』も担当したフジテレビの別所孝治の発案により、同作を手がけたりんたろうや旧虫プロダクション出身者によって設立されたマッドハウスの面々がメインスタッフとして参加した。作画面では、旧虫プロダクション出身の杉野昭夫がキャラクターデザインを手がけた。東映動画では総作画監督のシステムがなかったが、東映動画系の各話作画監督を経た作画を、さらに杉野が修正し、手塚治虫調を出すのに苦心したという。
対象年齢層は、製作した東映の要望で『鉄腕アトム』よりずっと低い対象になり、主人公マルスの人間的成長物語を描いている。手塚治虫は初期企画、シリーズ初期のシノプシス、マルスのデザイン案などを手がけているが、企画が決定した後は、『鉄腕アトム』に沿った部分やオリジナル要素がアニメスタッフによって中身を固められて、オリジナル色の強いものになっていった。
本作にはアトムを始めとする手塚作品の特色が色濃く出ている。未来社会の描写はほぼアトムと同じであり、主人公マルスは少々のアレンジ（髪型が若干異なり耳殻がかなり大きく出っ張る、背中の赤い翼を出さないと飛べない、口調が乱暴で人間にも口答えするなど）が加えられているもののアトムと良く似た姿（シルエットはほぼ同一）である。
声優もマルスを清水マリ、川下博士を勝田久と、アトムで主要人物を演じた声優が担当している。さらにはヒョウタンツギなどの手塚作品のキャラクターがスター・システムという形でこの作品に登場している。
チーフディレクターのりんたろうは、この企画自体は中途半端なものだったとして、後に否定的に捉えている。一方、『鉄腕アトム』第1作に脚本家として参加した豊田有恒は、すがすがしくて今後が楽しみという好意的な感想を残している。
前番組『大空魔竜ガイキング』は本作を放映するために予定より早く終了となった（ガイキングの漫画版を連載していた、尾瀬あきらのインタビューによる）。
1981年頃に東映芸能ビデオから「ミリオンセラー・シリーズ」の1本として第1話を収録したビデオが発売されたのみで以降ビデオソフト化されず、長らく全話の視聴が困難であったが、2009年3月にエイベックスより全話収録のDVD-BOXが発売された。

## ストーリー
時は2015年。科学省長官の山之上博士は、日本を守る最強の兵器として、1体の少年ロボット・マルスを製作する。しかし、必要な最高の電子頭脳がどうしても開発できず、自分とは意見を異にするライバル・川下博士に開発を依頼する。それを組み込んでマルスはようやく完成するが、マルスが兵器であることを隠していたことから、川下博士の怒りを買ってしまう。一方のマルス自身は生まれたばかりで、世の中のことも常識も何も知らず、善悪の区別もつかない。
そんな中、科学省を嵐が襲う。落雷で電気系統を破壊された上、運悪く、戦闘テスト用ロボットのタイタンが暴走。施設のあちこちを破壊し始め、科学省に壊滅の危機が迫る。マルスは勇敢にも、博士の娘の美理（実はロボット）と協力してこのピンチを救ったのだった。こうしてマルスの活躍が始まった。マルスを最強のロボットにしようとしていた山之上博士は後に事故で行方不明となり、マルスは川下博士の家に厄介になる事になる。
川下博士は山之上博士の言う「最強」の意味が危険思想と繋がる事から、マルスに最強のロボットになる事を禁じるものの、「最強のロボットが真に必要なもの」の意味を、マルスと共に追う事になる。それは山之上博士が求めていた何かを見つけ出す道で、また行方不明の山之上博士の居場所の鍵ともなっていた。

## 登場キャラクター
ジェッターマルス
通称・マルス。科学省で開発された世界最高性能の少年型アンドロイドで、本来は最強の戦闘ロボットになるはずだった。ボディは山之上長官製だが、電子頭脳（アトムと違って頭部にある。と言うより、頭部全体の内部構造と一体化している）だけはライバルの川下博士が開発した。通常時はマフラーになっている逆V字形の赤色翼を展開する事で飛行可能になるなど、様々な機能を持つ。当初は全くの幼児思想しか持たなかったために、大人と張り合う口調もあるものの、後に本当の強さの意味を知り、精神的な成長を遂げる。物語の中盤から学校（富士見小学校）にも通う事になり、4年3組に編入。伴教諭が担任となる。
メルチ
川下博士がマルスの為に作った弟ロボット。やんちゃで時にマルスさえも手を焼く。主に「バカルチ」なる暴言を多用（最初に覚えた言葉がこれである為の癖らしい）。ボディは元々山之上博士の研究所に残されていたパーツを、山之上博士が事故で行方不明になって後、川下博士がリペアあるいはリファインして作られている為、紛れもなくマルスの弟である。おしゃぶりは制御装置かつ安全装置のようなもので、これがないと本来のパワーを上手に扱えない。大のテレビ好きで、本作と同時期に放映されていた同じ東映動画製作の『惑星ロボ ダンガードA』を大喜びしながら鑑賞する場面もある。
ミリ
普段は川下博士の娘・川下美理として博士と共に生活している。実は博士の開発したガイノイドで、常人を超える運動能力や、手には物体の修復能力等、その他の特殊能力を持たされている。とある事情で危急の時はロボットとしての機能を発揮する事を許されているが、普段は自分がロボットである事を秘密にする事を、父である川下博士と約束している。娘としての教育を受けている他の理由で、家事全般も得意。マルスに取っては姉でもあり母でもあるような存在もしくは同年代の友達という関係。
山之上博士
マルスのボディを開発し、またメルチのボディの元を作った、当時の科学省長官。川下博士とは大学時代からのライバルで、最強のロボットを追求していた。彼の求めた最強は彼が事故で行方不明になって後のマルスの行動原理となる。マルスが真に最強のロボットになった時、彼の行方が判明する筈だった。完成・起動したばかりで無名だったマルスにマールスの名を取って「ジェッターマルス」という名を与えた。
最終27話にてロボットが大統領を務めるロプラス共和国の工作員に誘拐され同国に監禁されていたことが判明する。
川下博士
マルスの電子頭脳、美理やメルチを作った当代最高の科学者で、後にマルスやメルチの保護者ともなる人間味溢れた博士。山之上博士とは大学時代からのライバルで、考え方が全く違うことから、事あるごとに二人は対立していた。しかし、電子頭脳にかけては世界最高の権威だと、山之上博士も認めている。マルスが戦闘ロボットであることを知らされずに電子頭脳を開発させられたため、そのことに反発。最強のロボットにならないようにマルスを諭すが、後に発生したある事象から、マルスに本当の強さを望むようになる。常に人とロボットとの間の関係で苦しんできた人物。
田鷲博士
山之上博士の後任で科学省長官となった、川下博士の後輩科学者。しかし性格的には卑屈で、山之上博士の忘れ形見のマルスにあからさまに不快感を表したりと、人間は出来ていない。文字通り官僚に向いている人物。
伴俊作
マルス達の担任の富士見小学校4年3組の教諭。しかし実は私立探偵という裏稼業を持つ。美理やマルス達の良き理解者である。人間とロボットが一緒に学ぶ事を肯定し、またマルスの編入前から事件に首を突っ込んでいる事がある。あだ名は「ヒゲオヤジ」で、クラスではこの名前でも十分通用する。
ケン一
富士見小学校4年3組の生徒で優等生。
タマ夫
富士見小学校4年3組の生徒。
四部垣（しぶがき）
富士見小学校4年3組の生徒でガキ大将タイプ。
アディオス
23話、26話、27話に登場。テンガロンハットを被りマントを羽織ったスタイルをしたロボット。ロボット専用の「殺し屋」でもある。
アディオスはスペイン語の別離の言葉adiósに由来することが作中で語られている。
挿入歌「さすらいのロボット」はアディオスのテーマソングとして使用された。

## キャスト
- マルス：清水マリ
- メルチ：白石冬美
- 川下美理（ミリ）：松尾佳子
- 山之上博士：納谷悟朗
- 川下博士：勝田久
- アディオス：神谷明
- ヒゲオヤジ：富田耕生
- ケン一：川島千代子
- タマ夫：鈴木富子
- 四部垣：加藤修
- タワシ長官：八奈見乗児
- 中村警部：田中崇
- スカンク草井：大竹宏

## スタッフ
- 企画：別所孝治（フジテレビ）、田宮武（東映動画[注釈 5]）
- 原作：手塚治虫と手塚プロダクション[注釈 1]
- 音楽：越部信義
- チーフディレクター：りん・たろう[注釈 2]
- 製作担当：大野清（第1話～第13話）→菅原吉郎（第14話～第27話）
- シリーズ構成：丸山正雄
- 作画：谷口守泰、村中博美、米川功真、山内昇寿郎 他
- 背景：松宮正純、加藤隆文、川井憲、松平聡
- 特殊効果：田中孝夫、中島正之、前川孝
- 撮影：菅谷信行、佐野禎史、白井久男、弘野正之、佐藤隆郎
- 編集：花井正明
- 録音：田中英行
- 選曲：宮下滋
- 効果：松田昭彦
- オーディオディレクター：小出良助（アーツプロ）
- 演出助手：石崎すすむ、川田武範、佐々木勝利、吉沢高志、佐藤哲、狭山一枝、入間佳夫、尾田久、新田義方、吉沢孝男、勝間田匡、中杉通
- 製作進行：佐藤哲、矢部秋則、細野正、大宅弘美、峰勇、堀浩、伊藤幸松、近藤隆文、渡辺保昌、斉藤昭一郎、佐久間晴夫、小島多美子、伊藤文夫、康村正一
- 現像：東映化学
- 美術設定：椋尾篁
- キャラクター設計・監修：杉野昭夫、神宮慧[注釈 3]
- 製作協力[注釈 4]：マッドハウス
- 制作[注釈 4]：フジテレビ、東映（東映動画）[注釈 5]

## 音楽
OP「マルス2015年」とED1「少年マルス」の初出は1977年3月発売のシングル・レコード（SCS-337）、それ以外の歌の初出は同年6月発売のLPレコード（CW-7137）である。
全曲とも、作詞は伊藤アキラ、作曲・編曲は越部信義による。
主題歌を歌ったスティーブン・トート（Steven Toth、1965年2月23日生）は1970年にシングル「モンキー・ロック／ブタになりたい」でレコードデビューした少年歌手。

### 主題歌
オープニングテーマ「マルス2015年」
歌：スティーブン・トート、こおろぎ'73
エンディングテーマ1「少年マルス」(第1-10話)
歌：スティーブン・トート、大杉久美子
エンディングテーマ2「おやすみマルス」(第11-27話)
歌：大杉久美子

### 挿入歌
- 「マルスの夢」

歌：スティーブン・トート
- 「メルチバカルチガンバルチ」

歌：堀絢子、勝田久、ヤング・フレッシュ
- 「戦いのマルス」

歌：スティーブン・トート、こおろぎ'73
- 「キライ! スキ!」

歌：大杉久美子、こおろぎ'73
- 「さすらいのロボット」

歌：ささきいさお
番組終了後、「THE WANDERING ROBOT」という英語版が「ささきいさお 英語盤/アニメヒットを歌う」に収録された。
- 「マルスのマーチ」

歌：杉並児童合唱団
- 「宇宙のスキャット」

歌：大杉久美子、スティーブン・トート

## 放送リスト
| 話数 | 放送日        | サブタイトル               | 脚本            | 演出                | 作画監督   | 美術     |
| ---- | ------------- | -------------------------- | --------------- | ------------------- | ---------- | -------- |
| 1    | 1977年 2月3日 | 2015年 マルス誕生          | 辻真先          | 千葉すみこ          | 杉野昭夫   | 川本征平 |
| 2    | 2月10日       | ロボット密輸団             | 雪室俊一        | 石黒昇              | 森利夫     | 川本征平 |
| 3    | 2月17日       | マルスなぜ泣く             | 辻真先          | 水沢わたる          | 神宮慧     | 川本征平 |
| 4    | 2月24日       | さようならオトウト!!       | 雪室俊一        | 波多正美            | 大工原章   | 川本征平 |
| 5    | 3月3日        | 史上最高のロボットタレント | 辻真先          | 蕪木登喜司 山吉康夫 | 鹿島恒保   | 川本征平 |
| 6    | 3月10日       | 夢の国から来た少女         | 雪室俊一        | 秦泉寺博            | みぶわたる | 川本征平 |
| 7    | 3月17日       | 消えた美理                 | 鈴木良武        | 名輪丈              | 芦田豊雄   | 椋尾篁   |
| 8    | 3月24日       | お父さん どこ行ったの?     | 辻真先          | 佐々木勝利          | 谷沢豊     | 川本征平 |
| 9    | 3月31日       | 宇宙の始末人ランプ         | 辻真先          | 水沢わたる 山口秀憲 | 森利夫     | 川本征平 |
| 10   | 4月7日        | 弟の名はメルチ             | 雪室俊一        | 秦泉寺博            | みぶわたる | 川本征平 |
| 11   | 4月14日       | 新入生マルス               | 辻真先          | 芦田豊雄            | 芦田豊雄   | 椋尾篁   |
| 12   | 4月21日       | ヒミツ諜報員ジャムボンド   | 山本優          | 名輪丈              | 阿部正巳   | 川本征平 |
| 13   | 4月28日       | ロボット転校生ハニー       | 雪室俊一        | 芹川有吾 山吉康夫   | 森利夫     | 窪田忠雄 |
| 14   | 5月5日        | 宇宙からの吸血鬼           | 鈴木良武        | 水沢わたる          | 大坂竹志   | 清水一利 |
| 15   | 5月12日       | メルチの好きなモウスター   | 山本優          | 佐々木勝利          | 谷沢豊     | 窪田忠雄 |
| 16   | 5月19日       | さまよえる惑星ザザ         | 辻真先          | 生頼昭憲            | 大工原章   | 川本征平 |
| 17   | 6月2日        | 天保七年 サムライロボット  | 雪室俊一        | 秦泉寺博            | みぶわたる | 窪田忠雄 |
| 18   | 6月16日       | よみがえる古代ロボット     | 鈴木良武        | 新田義方            | 坂口尚     | 川本征平 |
| 19   | 6月23日       | マルスの初恋               | 辻真先          | 芹川有吾 山口秀憲   | 森利夫     | 窪田忠雄 |
| 20   | 6月30日       | マルス若親分になる         | 雪室俊一        | 水沢わたる          | 湖川滋     | 川本征平 |
| 21   | 7月7日        | 鉄腕ロボット ジョー        | 深野Q作         | りんたろう          | 大坂竹志   | 窪田忠雄 |
| 22   | 7月21日       | アンドロイドの子守唄       | 辻真先 芹川有吾 | 芹川有吾            | 新田敏夫   | 川本征平 |
| 23   | 7月28日       | さすらいのロボット         | 雪室俊一        | 勝間田具治          | 友永和秀   | 窪田忠雄 |
| 24   | 8月18日       | もう一人の美理             | 鈴木良武        | 川田武範            | 森利夫     | 川本征平 |
| 25   | 9月1日        | 宇宙の狼少年               | 星山博之        | 竹内啓雄            | 白土武     | 窪田忠雄 |
| 26   | 9月8日        | 帰って来たアディオス       | 雪室俊一        | りんたろう 山口秀憲 | 森利夫     | 川本征平 |
| 27   | 9月15日       | 明日に向って羽ばたけ!      | 雪室俊一        | 山吉康夫            | 森利夫     | 窪田忠雄 |

## 放送局
- フジテレビ（製作局）：木曜 19:00 - 19:30
- 北海道文化放送：木曜 19:00 - 19:30[10]
- 青森テレビ
- テレビ岩手：木曜 18:00 - 18:30[11]
- 秋田テレビ
- 山形テレビ：水曜 18:00 - 18:30（1977年3月） → 月曜 19:00 - 19:30（1977年4月 - 10月）[12]
- 仙台放送：木曜 19:00 - 19:30[13]
- 福島テレビ：日曜 7:00 - 7:30[14]
- 新潟総合テレビ：金曜 17:20 - 17:48[15]
- 山梨放送
- 長野放送：木曜 19:00 - 19:30[16]
- テレビ静岡
- 富山テレビ：木曜 19:00 - 19:30[17]
- 石川テレビ：木曜 19:00 - 19:30[17]
- 福井テレビ：木曜 19:00 - 19:30[18]
- 東海テレビ
- 関西テレビ
- 山陰中央テレビ
- 岡山放送
- テレビ新広島
- テレビ山口
- 四国放送
- 西日本放送
- テレビ高知
- テレビ西日本
- サガテレビ
- テレビ長崎
- テレビ熊本：金曜 18:00 - 18:30[19]
- テレビ大分
- テレビ宮崎：木曜 17:55 - 18:25[20]
- 鹿児島テレビ：金曜 17:20 - 17:50[21]
- 沖縄テレビ

## 漫画版
テレビランド版
いけはらしげと（池原しげと）作。1977年掲載。テレビランド・コミックスのけっさく選として1巻のみ 1977年に発行。
冒険王版
岩田廉太郎作
テレビマガジン版
猪ノ口（いのくち）忠明（3 - 5月号）、七瀬カイ（6 - 10月号）作画。1977年掲載。プロットはほぼアニメとタイアップしたストーリーが展開されるメディアミックス版。
中一時代版
平賀サイスケ作。1977年4 - 8月号掲載。全5話。

## 鉄腕アトムとの共演
- ゲームボーイアドバンス用ソフト『ASTRO BOY・鉄腕アトム -アトムハートの秘密-』

隠れキャラクターとしてマルスが登場している。
- 「海底牧場の対決　-マルスの日記より-　」

三山のぼる作の、『鉄腕アトム』とのコラボレーション作品。「ジェッターマルス図鑑」テレビランド・ワンパック16（1977年 徳間書店刊）収録の特別読切作品(『ジェッターマルス ファンのページ』より)。『アトム』のお茶の水博士とマルスが一緒に事件を解決する。